# Bobrowicze (obwód brzeski)
Bobrowicze (biał. Бабровічы; ros. Бобровичи) – wieś na Białorusi, w obwodzie brzeskim, w rejonie iwacewickim, w sielsowiecie Telechany, nad Jeziorem Bobrowickim i przy granicy Wygonowskiego Rezerwatu Krajobrazowego.

## Historia
W Bobrowiczach odkryto znaleziska archeologiczne potwierdzające obecność ludzi na tych terenach w neolicie.
W dwudziestoleciu międzywojennym leżały w Polsce, w województwie poleskim, w powiecie kosowskim/iwacewickim, w gminie Święta Wola. Swoją siedzibę miała tu wówczas parafia słowiańsko-katolicka pw. św. Jana Ewengelisty i św. Paraskiewy.
12 września 1942 Bobrowicze oraz sąsiednie wsie Kraśnica, Wiado i Tupice (Tupiczyce) zostały spalone wraz z mieszkańcami przez esesmanów z niemieckiej ekspedycji karnej. Po wojnie odbudowano jedynie Bobrowicze.
Po II wojnie światowej w granicach Związku Sowieckiego. Od 1991 w niepodległej Białorusi.